# Walnut (Misisipi)
Walnut es un pueblo del Condado de Tippah, Misisipi, Estados Unidos. Según el censo de 2000 tenía una población de 754 habitantes y una densidad de población de 53.7 hab/km².

## Demografía
Según el censo de 2000, había 754 personas, 319 hogares y 202 familias residiendo en la localidad. La densidad de población era de 53,7 hab./km². Había 341 viviendas con una densidad media de 24,3 viviendas/km². El 84,48% de los habitantes eran blancos, el 14,46% afroamericanos, el 0,27% amerindios, el 0,13% de otras razas y el 0,66% pertenecía a dos o más razas. El 0,66% de la población eran hispanos o latinos de cualquier raza.
Según el censo, de los 319 hogares en el 30,4% había menores de 18 años, el 45,1% pertenecía a parejas casadas, el 14,4% tenía a una mujer como cabeza de familia y el 36,4% no eran familias. El 35,1% de los hogares estaba compuesto por un único individuo y el 19,4% pertenecía a alguien mayor de 65 años viviendo solo. El tamaño promedio de los hogares era de 2,36 personas y el de las familias de 3,06.
La población estaba distribuida en un 26,9% de habitantes menores de 18 años, un 10,6% entre 18 y 24 años, un 25,7% de 25 a 44, un 19,5% de 45 a 64 y un 17,2% de 65 años o mayores. La media de edad era 36 años. Por cada 100 mujeres había 81,7 hombres. Por cada 100 mujeres de 18 años o más, había 78,9 hombres.
Los ingresos medios por hogar en la localidad eran de 17.102 dólares ($) y los ingresos medios por familia eran 23.906 $. Los hombres tenían unos ingresos medios de 29.444 $ frente a los 17.292 $ para las mujeres. La renta per cápita para la ciudad era de 10.212 $. El 26,4% de la población y el 25,1% de las familias estaban por debajo del umbral de pobreza. El 25,4% de los menores de 18 años y el 40,8% de los habitantes de 65 años o más vivían por debajo del umbral de pobreza.

## Geografía
Según la Oficina del Censo de los Estados Unidos, Walnut tiene un área total de 14,1 km² de los cuales 14,0 km² corresponden a tierra firme y 0,1 km² a agua. El porcentaje total de superficie con agua es 0,37%.